# Beni Zid
Beni Zid là một đô thị thuộc tỉnh Skikda, Algérie. Dân số thời điểm năm 2002 là 17.379 người.